# Carl Ludwig Stürler

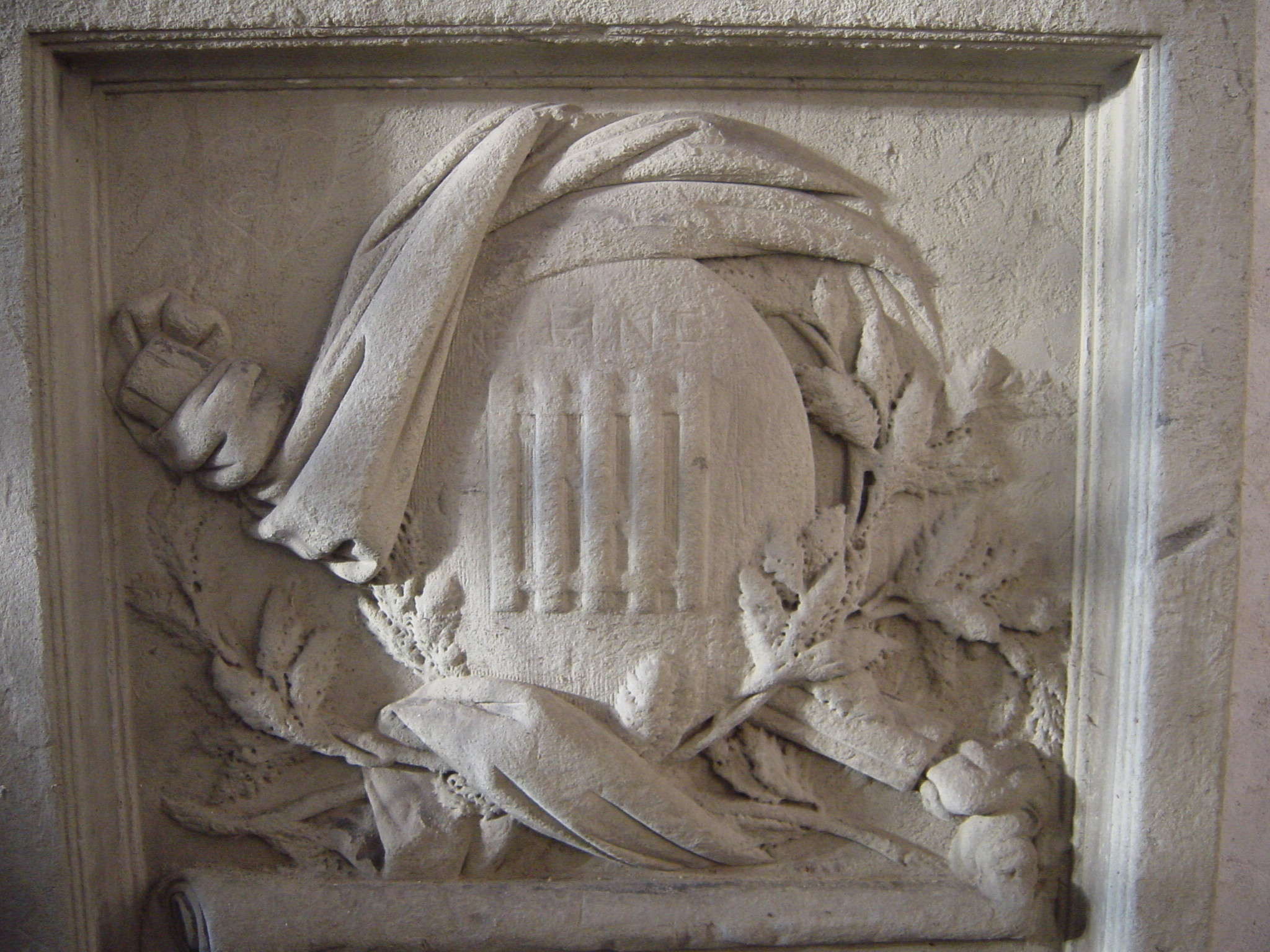
Wappen Carl Ludwig Stürler auf dem Grabstein in Murten

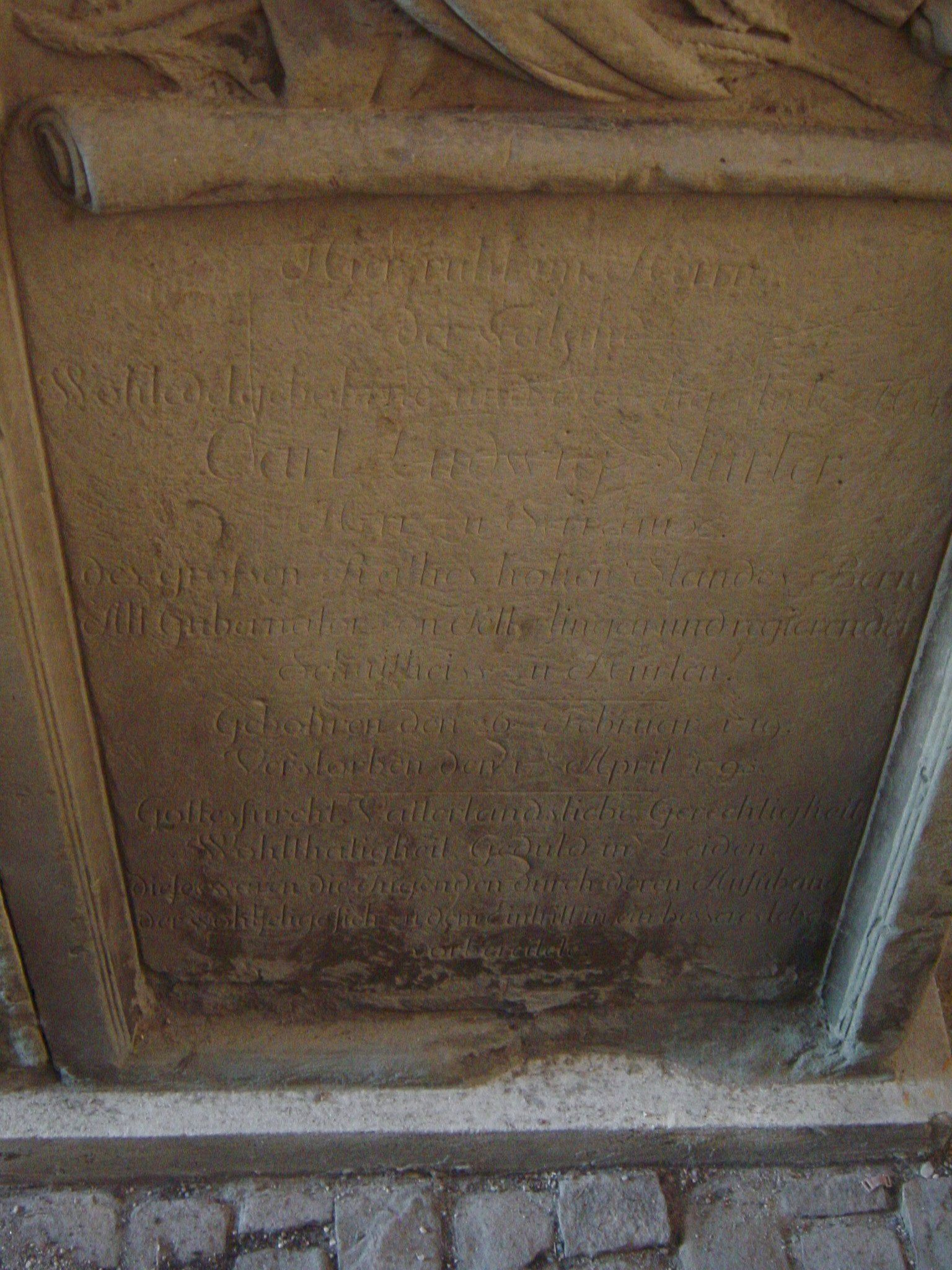
Inschrift auf dem Grabstein in Murten

Carl Ludwig Stürler (auch: Karl Ludwig; * 26. Februar 1719 in Bern; † 17. April 1795 ebenda) war Leutnant in französischen Diensten in der Schweizergarde, Gubernator zu Payerne, Schultheiss zu Murten und Major.
Carl Ludwig Stürler entstammte dem Berner Patriziergeschlecht Stürler und kam als Sohn des Johannes Stürler, Richter und Landvogt sowie Herr zu Serraux (heute Gemeinde Begnins), und der Susanna Margaretha geb. Hertener zur Welt.
Im Regimentsbuch der Stadt und Republik Bern von 1772 ist er als Mitglied der Holzkammer aufgeführt. 1773 wurde er als Major und – wie sein Vater – Herr zu Serraux an das städtische Waisengericht berufen. Von 1790 bis 1795 amtierte er als bernischer Schultheiss in Murten, die unter gemeiner Herrschaft Berns und Freiburgs stand. 1795 wurde er Landvogt zu Gottstatt. Er starb jedoch noch als regierender Schultheiss zu Murten. Sein Grabstein ist in der Stadtmauer von Murten eingelassen.